# Il carosello carnivoro
Il carosello carnivoro (The Carnivorous Carnival) è il nono libro di Una serie di sfortunati eventi, scritta da Lemony Snicket.

## Trama
I ragazzi si ritrovano stavolta nascosti nel portabagagli del Conte Olaf, diretti verso il carosello Caligari dove Olaf avrebbe dovuto ricevere informazioni da una certa Madame Lulù, che possedeva una sfera di cristallo, a proposito dei poveri Baudelaire, la pratica Snicket e il genitore dei ragazzi rimasto in vita. Una volta scesi il conte Olaf ed i suoi complici, i Baudelaire escono dal portabagagli e cercano nella macchina di Olaf qualche travestimento per entrare in incognito a far parte del baraccone dei fenomeni del carosello. Klaus e Violet si travestono da persona con due teste entrando nello stesso vestito mentre Sunny indossa una barba finta e si spaccia per bebè-lupo. Allora si presentano da Madame Lulù, che sta cenando con Olaf e la sua compagnia, come Beverly-Elliot (Violet e Klaus) e Chabo (Sunny). Madame Lulù li accetta come fenomeni e li assume. I ragazzi fanno allora conoscenza con gli altri fenomeni: Hugo, un uomo gobbo, Colette, una contorsionista, e Kevin, un ambidestro. Il giorno dopo i ragazzi si esibiscono per il carosello e vengono umiliati pubblicamente: tutti prendevano infatti in giro i poveri fenomeni ridendo delle loro disgrazie. La sera Olaf porta a Madame Lulù, che lo aveva informato che uno dei genitori dei Baudelaire si trovava sul Monte Manomorta, un regalo: dei leoni affamati. Allora Olaf annuncia a tutti che per rendere più emozionante lo spettacolo l'indomani avrebbero dato in pasto ai leoni uno dei fenomeni. I ragazzi decidono allora di entrare di nascosto nella tenda di Madame Lulù per avere qualche informazione e scoprono così che la donna non conosceva sempre la posizione dei Baudelaire grazie alla sfera di cristallo, ma grazie ad un archivio segreto sotto il tavolo. Gli orfani tentano di leggere qualcosa sulla pratica Snicket ma all'improvviso entra nella tenda Madame Lulù. I Baudelaire cominciano ad attaccare verbalmente la donna che scoppia in lacrime ed ammette di essere un membro del V.F., un'associazione segreta, e di non riuscire a non dare aiuto a tutti coloro che lo chiedevano, buoni o malvagi. Allora i Baudelaire si offrono di aiutare la donna a fuggire per non essere più costretta ad aiutare persone malvagie ed i quattro organizzano un piano di fuga. La sera i ragazzi si trovano nel baraccone dei fenomeni, quando nella stanza entra Esmé Squalor che offre ai fenomeni la possibilità di non esser mangiati dai leoni a patto di entrar a far parte della compagnia di Olaf. Hugo, Colette e Kevin accettano subito con entusiasmo e i Baudelaire travestiti si ritrovano costretti ad accettare. Esmè aggiunge però che come prova di fedeltà l'indomani il fenomeno che sarebbe stato sorteggiato per essere dato in pasto ai leoni avrebbe dovuto spingere Madame Lulù nella fossa e perciò ucciderla. Il giorno dopo i ragazzi non riescono ad attuare il loro piano di fuga e vengono portati allo spettacolo. Vengono sorteggiati i poveri Klaus e Violet che si ritrovano costretti a gettare Lulù nella fossa. Per evitare di gettarvi la donna i ragazzi tentano di sfruttare la psicologia delle masse per fare un po' di confusione e scappare. Nel caos i ragazzi riescono ad allontanarsi ma Madame Lulù e l'uomo calvo complice di Olaf cadono nella fossa e vengono mangiati dai leoni. I ragazzi spaventati e tristi, si dirigono verso il tendone della donna ma vengono bloccati da Olaf che dice loro di bruciare la tenda per non lasciare tracce della loro presenza. I ragazzi bruciano allora la tenda e perdono così la possibilità di conoscere qualcosa sul loro mistero. Riescono a prendere soltanto una cartina dei monti Manomorta e consigliano ad Olaf di dirigersi verso i monti dove probabilmente avrebbero trovavo la base dei V.F. Allora Olaf, Esmè, i vecchi complici, i fenomeni e Sunny entrano nella macchina nera del conte mentre Klaus e Violet vengono trainati nel baraccone dei fenomeni. Arrivati ai monti Manomorta Olaf avvisa Klaus e Violet tramite l'interfono di aver scoperto il loro travestimento. Allora Kevin taglia la corda del traino e i poveri Klaus e Violet precipitano con il camper dalla strada scoscesa mentre la povera Sunny rimane nelle grinfie del malvagio conte Olaf e dei suoi complici.

## Edizioni
- Lemony Snicket, Il carosello carnivoro, traduzione di Valentina Daniele, salani, 2005,  p. 238, ISBN 88-8451-516-5.